# Старая Тюгальбуга
Старая Тюгальбуга (тат. Иске Төгәлбуа) — татарское село в Новомалыклинском районе Ульяновской области.
Входит в состав Новочеремшанского сельского поселения. Ранее было центром Старотюгальбугинского сельсовета.

## География
Расположено в 18 км к северу-востоку от райцентра.

## Название
Название – предположительно от татарского топонима «Четные пруды», в те времена здесь действительно существовало 4 пруда.
Рядом живущие чуваши называют поселение как чув. "Тĕкĕл пӑван" - Шмель. но и бытовала народная этимология от чув. "Тĕкĕл пĕве" - состоит из двух слов "тĕкĕле" - подпирать, ставить подпорку, запирать и от "пĕве" - запруда, плотина. 

## История
Образовано в 1776 году татарами Казанской губернии. 
В 1780 году, при создании Симбирского наместничества, деревня Старой Тюгальбуги, ясашных татар, крещёных татар, вошла в состав Самарского уезда. Рядом находилась другая деревня Новая Тюгальбуги, ясашных татар, переселившиеся сюда в 1791 году из Поповки и Татарского Калмаюра.
В 1911 году, выходцы из села, образовали новый населённый пункт — село Верхняя Тюгальбуга. 
Начальная школа открыта в 1923 г.
В 1929 г. была создана сельхозартель «Батрак». Колхоз «Батрак» в 1947 г. был переименован в колхоз «Победа». 

## Население
| 2010 |
| ---- |
| 669  |

Жители преимущественно татары (96 %).

## Инфраструктура
Центр СХПК «Правда», школа, детский сад, дом культуры, библиотека, комбинат бытового обслуживания, медпункт, отделение связи.

## Религия
Мечети
- Мечеть

## Достопримечательности
Памятник-обелиск 187 землякам, погибшим в Великой Отечественной войне.

## Известные уроженцы
- Туишев, Файзулла Кабирович (1884—1958) — гармонист—виртуоз, первый татарский профессиональный гармонист, народный артист ТАССР (1929).
- Хамидуллин, Лирон Хайдарович  — татарский писатель и переводчик, заслуженный работник культуры ТАССР (1982).

## Улицы
ул. Зеленая, ул. Кооперативная, ул. Курая, ул. Промышленная, ул. Речная, ул. Садовая.